# Lil Miquela
Miquela Sousa, auch bekannt als Lil Miquela machuca, ist eine digital erzeugte Persönlichkeit mit eigenem Instagram-Profil. Der seit 2016 existierende Avatar hat (Stand: Februar 2025) 2,4 Millionen Instagram-Abonnenten. Seit 2017 veröffentlicht Lil Miquela auch Musik.

## Geschichte
Miquelas erste Instagram-Nachricht erschien im April 2016. Die angeblich 19-jährige Halbbrasilianerin postet auf der Plattform Fotos und Geschichten aus ihrem Leben. Mit wachsender Popularität entwickelte sich die Kunstfigur zur virtuellen Influencerin, die Mode präsentiert, in Modemagazinen erscheint, Interviews gibt, sich mit Prominenten zeigt und schließlich auch als Sängerin erfolgreich wurde.
2018 bekam Miquela auf Instagram die Gesellschaft zweier weiterer Avatare, Blawko (ein Mann) und Bermuda (eine Frau). Angeblich hackte Bermuda Miquelas Instagram-Account, um deren wahre Identität bloßzustellen. Miquela gab daraufhin zu, ein Roboter zu sein.

## Hintergrund
Geschaffen wurde Lil Miquela von dem Technologie-Startup Brud aus Los Angeles. Die Firma verdient die Honorare, die ihre virtuellen Influencer erzeugen.

## Musik
2017 erschien Miquelas Debütsingle Not Mine. Es folgten You Should be Alone, Over You, Hate Me, eine Kollaboration mit Baauer, und Right Back. Ihr Musikstil bewegt sich zwischen House und Pop mit Anleihen bei Robyn, Dua Lipa und Peggy Gou. Auf Spotify hat Lil Miquela monatlich 100.000 Hörer, allein Hate Me wurde bereits über 4 Millionen Mal aufgerufen. Als Vorbilder nennt Miquela unter anderem Rihanna, Erykah Badu, Aaliyah, Solange und H.E.R.